# HTC
HTC Corporation (dawniej High Tech Computer Corporation) – tajwańskie przedsiębiorstwo zajmujące się produkcją smartfonów. Marka HTC specjalizowała się w urządzeniach opartych na Windows Mobile i Windows Phone w latach świetności systemów operacyjnych. Przez pewien czas HTC był jednym z największych producentów smartfonów. W roku 2013 telefony marki HTC zajmowały trzecie miejsce w Stanach Zjednoczonych pod względem sprzedaży. W 2023 zajmuje 19. miejsce na świecie pod względem sprzedaży smartfonów.
Przedsiębiorstwo zostało założone 15 maja 1997 roku przez Cher Wang i Petera Chou. Początkowo zajmowało się wyłącznie outsourcingiem jako ODM (Original Design Manufacturer). Obecnie jest producentem sprzętu pod marką HTC, wcześniej znanego też jako Qtek oraz dla partnerów OEM: MDA (Mobile Digital Assistant) – T-Mobile, SPV – Orange, XDA – o2, VPA – Vodafone, I-Mate, Cingular, Dopod, Siemens. HTC jest też większościowym właścicielem firmy Dopod, działającej w tej samej branży na rynkach południowo-wschodniej Azji oraz Australazji.
Zanim palmtopy zostały wyparte przez smartfony i tablety, HTC było jednym z największych ich producentów.
Firma HTC jest członkiem Open Handset Alliance i projektuje urządzenia zgodnie ze standardami platformy open source Android. Telefon HTC Dream, sprzedawany w wielu krajach przez T-Mobile pod nazwą T-Mobile G1, a w Polsce jako Era G1, był pierwszym na rynku smartfonem wyposażonym w system Android.
Prezesem HTC jest Cher Wang. Jest córką Wang Yung-ching, jednego z najbogatszych tajwańskich biznesmenów. Firmą zarządza dyrektor (CEO), Peter Chou.
W Polsce urządzenia HTC – poza własną marką – sprzedawane były pod markami operatorów komórkowych (MDA – Era, SPV – Orange).

## Produkty
Z początku HTC działało jako Original Design Manufacturer produkując urządzenia takie jak HTC Wizard pod marką T-Mobile MDA oraz Cingular 8125. Przedsiębiorstwo skupiało się na dostarczaniu telefonów dla przedsiębiorstw telekomunikacyjnych dostosowanych do ich potrzeb. Dzisiaj wiele z produktów HTC jest sprzedawanych pod własną marką. Dotyczy to głównie smartfonów.